# Morti nel 2003/Gennaio
| Questa pagina contiene informazioni ricavate automaticamente dalle voci biografiche con l'ausilio del template Bio e di un bot. L'aggiornamento è periodico e automatico e ricostruisce completamente la pagina. Se manca una persona in questa lista, sei pregato di non aggiungerla, ma accertati piuttosto che la sua voce biografica contenga il template Bio e che i dati anagrafici siano correttamente compilati. Se il template Bio manca, inseriscilo tu stesso o, in alternativa, metti l'avviso {{tmp\|Bio}} che ne segnala la mancanza. Se i dati riportati sono sbagliati, correggi direttamente la voce biografica; le modifiche saranno visibili in questa lista entro pochi giorni. Per chiarimenti vedi il progetto biografie. La lista contiene solo le 147 persone che sono citate nell'enciclopedia e per le quali è stato implementato correttamente il template Bio. Pagina aggiornata al 26 lug 2025. |

- 1º gennaio - Royce D. Applegate, attore statunitense (n. 1939)
- 1º gennaio - Joe Foss, militare, aviatore e politico statunitense (n. 1915)
- 1º gennaio - Giorgio Gaber, cantautore, drammaturgo e attore italiano (n. 1939)
- 1º gennaio - Milan Janić, canoista serbo (n. 1957)
- 1º gennaio - Joel Antônio Martins, calciatore brasiliano (n. 1931)
- 2 gennaio - Edilberto Campadese, bobbista italiano (n. 1915)
- 2 gennaio - Peter Harris, calciatore inglese (n. 1925)
- 2 gennaio - Marta Tomelli, cantante italiana (n. 1936)
- 3 gennaio - Sid Gillman, allenatore di football americano statunitense (n. 1911)
- 3 gennaio - José Maria Gironella, scrittore e poeta spagnolo (n. 1917)
- 3 gennaio - Flóra Kádár, attrice e doppiatrice ungherese (n. 1928)
- 3 gennaio - James Eyre, generale inglese (n. 1930)
- 3 gennaio - Chalima Nas'irova, soprano, attrice e politica sovietica (n. 1913)
- 3 gennaio - Ondina Peteani, operaia e partigiana italiana (n. 1925)
- 3 gennaio - Monique Wittig, poetessa e saggista francese (n. 1935)
- 4 gennaio - Cesare Amici, politico italiano (n. 1925)
- 4 gennaio - Raoul Bortoletto, calciatore e allenatore di calcio italiano (n. 1925)
- 4 gennaio - Henri Garnier, ciclista su strada belga (n. 1908)
- 4 gennaio - Conrad L. Hall, direttore della fotografia statunitense (n. 1926)
- 5 gennaio - Maurice Boutel, regista e sceneggiatore francese (n. 1923)
- 5 gennaio - Roy Jenkins, politico e scrittore britannico (n. 1920)
- 5 gennaio - Félix Loustau, calciatore argentino (n. 1922)
- 5 gennaio - Loris Onida, calciatore italiano (n. 1924)
- 5 gennaio - Daphne Oram, compositrice britannica (n. 1925)
- 6 gennaio - Olle Bexell, multiplista svedese (n. 1909)
- 6 gennaio - Gerald Cash, politico inglese (n. 1917)
- 6 gennaio - Massimo Girotti, attore italiano (n. 1918)
- 6 gennaio - Walter Pontel, allenatore di calcio e calciatore italiano (n. 1937)
- 6 gennaio - Mamie Till, educatrice e attivista statunitense (n. 1921)
- 6 gennaio - Philip Ward, generale inglese (n. 1924)
- 8 gennaio - Fouad el-Kheir, cestista e allenatore di pallacanestro egiziano (n. 1921)
- 8 gennaio - Ron Goodwin, compositore e direttore d'orchestra britannico (n. 1925)
- 8 gennaio - Jean Meyer, attore, commediografo e regista francese (n. 1914)
- 8 gennaio - Angelo Romani, nuotatore italiano (n. 1934)
- 9 gennaio - Ignace Heinrich, multiplista francese (n. 1925)
- 9 gennaio - Vincenzo Modica, partigiano italiano (n. 1919)
- 9 gennaio - Sergio Raimondi, attore italiano (n. 1924)
- 10 gennaio - C. Douglas Dillon, ambasciatore e politico statunitense (n. 1909)
- 10 gennaio - Carlo Pucci, matematico italiano (n. 1925)
- 10 gennaio - Denis Zanette, ciclista su strada italiano (n. 1970)
- 11 gennaio - Mickey Finn, percussionista e batterista britannico (n. 1947)
- 11 gennaio - Anthony Havelock-Allan, produttore cinematografico e sceneggiatore britannico (n. 1904)
- 11 gennaio - Julinho, calciatore brasiliano (n. 1929)
- 11 gennaio - Robert Maertens, calciatore e allenatore di calcio belga (n. 1930)
- 11 gennaio - Arne Månsson, calciatore svedese (n. 1925)
- 11 gennaio - Silvanus Njambari, calciatore namibiano (n. 1974)
- 11 gennaio - Maurice Pialat, regista e attore francese (n. 1925)
- 11 gennaio - William Russo, musicista, compositore e arrangiatore statunitense (n. 1928)
- 11 gennaio - Jurij Tiškov, procuratore sportivo e calciatore russo (n. 1971)
- 12 gennaio - Dean Amadon, ornitologo e naturalista statunitense (n. 1912)
- 12 gennaio - Michel Frutoso, calciatore francese (n. 1914)
- 12 gennaio - Kinji Fukasaku, regista e scrittore giapponese (n. 1930)
- 12 gennaio - Leopoldo Galtieri, generale e politico argentino (n. 1926)
- 12 gennaio - Maurice Gibb, cantante, compositore e arrangiatore britannico (n. 1949)
- 12 gennaio - Paul Pender, pugile statunitense (n. 1930)
- 12 gennaio - Koloman Sokol, pittore, grafico e illustratore slovacco (n. 1902)
- 12 gennaio - Tullio Tentori, antropologo italiano (n. 1920)
- 12 gennaio - Eugenio Tomiolo, pittore, incisore e scultore italiano (n. 1911)
- 13 gennaio - Giancarlo Masini, giornalista e scrittore italiano (n. 1928)
- 13 gennaio - Franco Mazzini, storico dell'arte italiano (n. 1919)
- 13 gennaio - Ludwig Männer, calciatore tedesco (n. 1912)
- 13 gennaio - Norman Panama, sceneggiatore, regista e produttore cinematografico statunitense (n. 1914)
- 13 gennaio - Giuseppe Petronio, critico letterario e storico della letteratura italiano (n. 1909)
- 14 gennaio - Lucio Andrich, pittore, incisore e scultore italiano (n. 1927)
- 14 gennaio - Mel Bourne, scenografo statunitense (n. 1923)
- 14 gennaio - Mario Bossi, calciatore italiano (n. 1907)
- 14 gennaio - Bruno Novelli, missionario italiano (n. 1936)
- 14 gennaio - Simone Renoglio, vigile del fuoco italiano
- 14 gennaio - Emilio Villa, artista, poeta e biblista italiano (n. 1914)
- 15 gennaio - Robert John Braidwood, archeologo e antropologo statunitense (n. 1907)
- 15 gennaio - Doris Fisher, cantautrice statunitense (n. 1915)
- 15 gennaio - Vivi-Anne Hultén, pattinatrice artistica su ghiaccio svedese (n. 1911)
- 15 gennaio - Antonello Satta, giornalista e scrittore italiano (n. 1929)
- 16 gennaio - Jeanette Campbell, nuotatrice argentina (n. 1916)
- 16 gennaio - Fiamma Maglione, compositrice e attrice italiana (n. 1940)
- 17 gennaio - Bernice Claire, cantante e attrice statunitense (n. 1906)
- 17 gennaio - Richard Crenna, attore, regista e produttore televisivo statunitense (n. 1926)
- 17 gennaio - Nils G. van Dijk, compositore di scacchi norvegese (n. 1933)
- 17 gennaio - Angelo Filipuzzi, storico italiano (n. 1907)
- 17 gennaio - Joseph Salemi, musicista statunitense (n. 1902)
- 18 gennaio - The Sheik, wrestler statunitense (n. 1926)
- 18 gennaio - Virginia Heinlein, chimica, biochimica e ingegnere aeronautico statunitense (n. 1916)
- 18 gennaio - Claudio Matteini, calciatore italiano (n. 1923)
- 18 gennaio - Harivansh Rai Bachchan, poeta indiano (n. 1907)
- 19 gennaio - Milton Flores, calciatore honduregno (n. 1974)
- 19 gennaio - Françoise Giroud, giornalista, politica e scrittrice francese (n. 1916)
- 19 gennaio - Heinz Krüger, calciatore tedesco orientale (n. 1932)
- 19 gennaio - Kurt Krüger, calciatore tedesco (n. 1920)
- 19 gennaio - Valerio Peretti Cucchi, autore televisivo italiano (n. 1956)
- 19 gennaio - Russell A. Rourke, avvocato e politico statunitense (n. 1931)
- 20 gennaio - David Battley, attore e comico britannico (n. 1935)
- 20 gennaio - Al Hirschfeld, artista statunitense (n. 1903)
- 20 gennaio - Gusztáv Juhász, calciatore rumeno (n. 1911)
- 20 gennaio - Craig Kelly, snowboarder statunitense (n. 1966)
- 20 gennaio - Dan King, cestista e allenatore di pallacanestro statunitense (n. 1931)
- 20 gennaio - Skarphéðinn Guðmundsson, saltatore con gli sci islandese (n. 1930)
- 20 gennaio - Nedra Volz, attrice statunitense (n. 1908)
- 21 gennaio - Eddie Johnson, giocatore di football americano statunitense (n. 1959)
- 21 gennaio - Michele Tito, giornalista italiano (n. 1925)
- 21 gennaio - Tommy Wood, pilota motociclistico britannico (n. 1912)
- 22 gennaio - Werner Dissel, attore e regista tedesco (n. 1912)
- 22 gennaio - Giambattista Lazagna, partigiano, avvocato e politico italiano (n. 1923)
- 23 gennaio - Gil Cagné, truccatore italiano (n. 1940)
- 23 gennaio - Nell Carter, cantante e attrice statunitense (n. 1948)
- 23 gennaio - Tore Lindzén, pallanuotista svedese (n. 1914)
- 23 gennaio - Johnny Mauro, pilota automobilistico statunitense (n. 1910)
- 23 gennaio - Carlo Paoletti, calciatore italiano (n. 1917)
- 24 gennaio - Gianni Agnelli, imprenditore, socialite e dirigente sportivo italiano (n. 1921)
- 24 gennaio - Lucien Blackwell, politico statunitense (n. 1931)
- 24 gennaio - Alfonso Capone, medico e politico italiano (n. 1938)
- 24 gennaio - Domenico De Nicola, calciatore italiano (n. 1911)
- 24 gennaio - Cor van Hout, criminale olandese (n. 1957)
- 24 gennaio - Henri Krasucki, sindacalista francese (n. 1924)
- 25 gennaio - Vincenzo Baldoni, architetto italiano (n. 1924)
- 25 gennaio - Giuseppe Carata, arcivescovo cattolico italiano (n. 1915)
- 25 gennaio - Roberto Dané, produttore discografico, arrangiatore e paroliere italiano (n. 1937)
- 25 gennaio - Leopoldo Trieste, attore, drammaturgo e regista italiano (n. 1917)
- 26 gennaio - John Browning, pianista statunitense (n. 1933)
- 26 gennaio - Valerij Brumel', altista sovietico (n. 1942)
- 26 gennaio - Don Lurio, ballerino, coreografo e cantante statunitense (n. 1929)
- 26 gennaio - Annemarie Schimmel, orientalista e storica delle religioni tedesca (n. 1922)
- 26 gennaio - Hugh Trevor-Roper, storico e pubblicista inglese (n. 1914)
- 26 gennaio - George Younger, IV visconte Younger di Leckie, politico e banchiere scozzese (n. 1931)
- 27 gennaio - Silvio Confortola, fondista e scialpinista italiano (n. 1910)
- 27 gennaio - Henryk Jabłoński, storico e politico polacco (n. 1910)
- 27 gennaio - Saturnino, pittore e tenore italiano (n. 1923)
- 28 gennaio - Jolanda Gardino, mezzosoprano italiano (n. 1919)
- 28 gennaio - Miloš Milutinović, calciatore e allenatore di calcio jugoslavo (n. 1933)
- 28 gennaio - Emília Rotter, pattinatrice artistica su ghiaccio ungherese (n. 1906)
- 29 gennaio - Natalija Dudinskaja, ballerina sovietica (n. 1912)
- 29 gennaio - Anthony Eisley, attore statunitense (n. 1925)
- 29 gennaio - Leslie Fiedler, critico letterario e scrittore statunitense (n. 1917)
- 29 gennaio - Harold Kelley, sociologo e psicologo statunitense (n. 1921)
- 29 gennaio - Lee Yoo-hyung, allenatore di calcio e calciatore sudcoreano (n. 1911)
- 29 gennaio - John Murphy, cestista statunitense (n. 1924)
- 29 gennaio - Evgenija Sidorova, sciatrice alpina russa (n. 1930)
- 29 gennaio - Carmelo Torres, giornalista e scrittore messicano (n. 1927)
- 30 gennaio - Clyde Dickey, cestista statunitense (n. 1951)
- 30 gennaio - Mary Ellis, attrice e cantante lirica statunitense (n. 1897)
- 30 gennaio - Cary Leeds, tennista statunitense (n. 1957)
- 30 gennaio - Paul-André Meyer, matematico francese (n. 1934)
- 30 gennaio - Gerdy Troost, architetta e decoratrice tedesca (n. 1904)
- 30 gennaio - Bruno Luigi Zambelli, calciatore italiano (n. 1921)
- 30 gennaio - Guido Zamperoni, fumettista italiano (n. 1912)
- 30 gennaio - Tatjana Zoković, cestista jugoslava (n. 1931)
- 31 gennaio - Werenfried van Straaten, presbitero olandese (n. 1913)
- 31 gennaio - Ricardo Zamora de Grassa, calciatore spagnolo (n. 1933)